# Coupe du monde de marathon FINA de nage en eau libre 2014
 (mars 2020).
Navigation
Édition 2013 Édition 2015
L'édition 2014 de la Coupe du monde de marathon de nage en eau libre, se disputera entre les mois de février et octobre.
Les étapes seront au nombre de sept.

## Les étapes
| Date        | Lieu         |
| ----------- | ------------ |
| 1er février | Viedma       |
| 5 avril     | Cancún       |
| 28 juin     | Setúbal      |
| 24 juillet  | Lac St-Jean  |
| 1er août    | Lac Magog    |
| 9 août      | Lac Mégantic |
| 12 octobre  | Chun'an      |
| 18 octobre  | Hong Kong    |

## Attribution des points
| Classement | 1  | 2  | 3  | 4  | 5  | 6  | 7 | 8 | 9 | 10 | + |
| ---------- | -- | -- | -- | -- | -- | -- | - | - | - | -- | - |
| Points     | 20 | 18 | 16 | 14 | 12 | 10 | 8 | 6 | 4 | 3  | 2 |

Pour être classés, les nageurs doivent avoir participé à au moins 70 % des courses.

## Classement

### Hommes
| Rang | Non                 | Nation      | Points (Bonus) | Points (Bonus) | Points (Bonus) | Points (Bonus) | Points (Bonus) | Points (Bonus) | Points (Bonus) | Points (Bonus) | Total |
| ---- | ------------------- | ----------- | -------------- | -------------- | -------------- | -------------- | -------------- | -------------- | -------------- | -------------- | ----- |
| Rang | Non                 | Nation      | ARG            | MEX            | POR            | CAN            | CAN            | CAN            | CHN            | HKG            | Total |
| 1    | Allan do Carmo      | Brésil      | 3              | 14             | 18             | 12             | 16             | 20             | 20             | 18             | 121   |
| 2    | Thomas Lurz         | Allemagne   | 4              | 20             | 16             |                | 18             |                | 18             | 12             | 88    |
| 2    | Christian Reichert  | Allemagne   | 16             | 8              | 14             | 16             |                |                | 14             | 20             | 88    |
| 4    | Diogo Vilarinho     | Brésil      | 2              | 16             | 6              | 8              | 10             | 4              | 16             | 14             | 76    |
| 5    | Andreas Waschburger | Allemagne   | 18             | 2              | 3              | 20             |                |                | 12             | 16             | 71    |
| 6    | Samuel de Bona      | Brésil      | 2              | 2              | 2              | 6              | 14             | 14             | 3              | 2              | 45    |
| 7    | Charles Peterson    | États-Unis  |                | 2              |                | 18             | 12             | 2              | 4              | 2              | 40    |
| 8    | Richard Weinberger  | Canada      |                | 3              |                | 14             | 6              |                | 10             | 4              | 37    |
| 9    | Jarrod Poort        | Australie   |                |                | 20             |                |                |                | 2              | 10             | 32    |
| 10   | Thomas Allen        | Royaume-Uni | 20             |                | 2              |                |                |                |                | 8              | 30    |

### Femmes
| Rang | Non                | Nation     | Points (Bonus) | Points (Bonus) | Points (Bonus) | Points (Bonus) | Points (Bonus) | Points (Bonus) | Points (Bonus) | Points (Bonus) | Total |
| ---- | ------------------ | ---------- | -------------- | -------------- | -------------- | -------------- | -------------- | -------------- | -------------- | -------------- | ----- |
| Rang | Non                | Nation     | ARG            | MEX            | POR            | CAN            | CAN            | CAN            | CHN            | HKG            | Total |
| 1    | Ana Marcela Cunha  | Brésil     | 18             | 16             | 20             | 20             | 20             | 20             | 20             | 14             | 148   |
| 2    | Christine Jennings | États-Unis |                | 12             | 8              | 18             |                | 14             | 10             | 2              | 64    |
| 3    | Angela Maurer      | Allemagne  | 16             |                | 3              | 16             |                |                | 6              | 2              | 43    |
| 4    | Karla Sitic        | Croatie    | 2              |                | 2              | 2              | 6              | 12             |                | 2              | 26    |
| 5    | Poliana Okimoto    | Brésil     | 20             | 18             | 18             |                |                |                | 18             | 18             | 92    |
| 6    | Martina Grimaldi   | Italie     | 8              | 20             | 16             |                |                |                |                |                | 44    |
| 7    | Cecilia Biagioli   | Argentine  | 6              |                |                |                | 16             | 18             |                |                | 40    |
| 8    | Shi Yu             | Chine      |                |                | 6              |                | 18             |                | 14             |                | 38    |
| 9    | Emily Brunemann    | États-Unis |                |                |                | 10             | 10             | 16             |                |                | 36    |
| 9    | Rachele Bruni      | Italie     | 10             | 14             | 12             |                |                |                |                |                | 36    |

## Vainqueurs par épreuve
| Étapes       | Hommes              | Hommes             |                   | Femmes             | Femmes |
| Étapes       | Vainqueur           | Temps              | Vainqueur         | Temps              |        |
| Viedma       | Thomas Allen        | 1 h 51 min 29 s 04 | Poliana Okimoto   | 2 h 5 min 3 s 88   |        |
| Cancun       | Thomas Lurz         | 1 h 56 min 44 s 04 | Martina Grimaldi  | 2 h 12 min 37 s 88 |        |
| Setúbal      | Jarrod Poort        | 1 h 52 min 6 s 0   | Ana Marcela Cunha | 2 h 3 min 52 s 2   |        |
| Lac St-Jean  | Andreas Waschburger | 1 h 56 min 44 s 9  | Ana Marcela Cunha | 2 h 3 min 1 s 2    |        |
| Lac Magog    | Alex Meyer          | 1 h 55 min 10 s 63 | Ana Marcela Cunha | 2 h 6 min 41 s 83  |        |
| Lac Mégantic | Allan Do Carmo      | 2 h 22 min 30 s    | Ana Marcela Cunha | 2 h 28 min 3 s     |        |
| Chun'an      | Allan Do Carmo      | 1 h 52 min 59 s 57 | Ana Marcela Cunha | 2 h 6 min 13 s 03  |        |
| Hong Kong    | Christian Reichert  | 1 h 56 min 12 s 40 | Anna Olasz        | 2 h 5 min 20 s 70  |        |